# Ван Юй
Ван Юй (кит. упр. 王频, пиньинь Wáng Yu; род. 19 ноября 1982, Тяньцзинь) — китайская шахматистка, гроссмейстер среди женщин (2003), международный мастер среди мужчин (2007).

## Биография
Многократно представляла Китай на юношеских чемпионатах мира по шахматам среди девушек в различных возрастных группах и завоевала четыре медали: две золотые (U14 — 1996, U16 — 1998), серебряную (U18 — 2000) и бронзовую (U20 — 2000). В 2000 году победила юношеском чемпионате Азии по шахматам среди девушек.
В 2000 году в Шэньяне попала в четвертьфинал розыгрыша Кубка мира по шахматам среди женщин, где проиграла своей соотечественнице Сюй Юйхуа. В 2004 году в Бейруте победила на чемпионате Азии по шахматам среди женщин. В 2005 году победила на чемпионате Китая по шахматам среди женщин. В 2010 году Субик-Бее завоевала бронзовую медаль на чемпионате Азии по шахматам среди женщин.
Участвовала в женских чемпионатах мира по шахматам по системе с выбиванием:
- в 2001 году в Москве в первом туре проиграла Наталье Киселевой[3];
- в 2004 году в Элисте в первом туре проиграла Наташе Бойкович[4];
- в 2006 году в Екатеринбурге в первом туре проиграла Нино Хурцидзе[5].

Успешно представляла сборную Китая на крупнейших командных турнирах по шахматам:
- в шахматных олимпиадах участвовала два раза (2006, 2010). В командном зачете завоевала серебряную (2010) и бронзовую (2006) медаль;
- в командных чемпионатах Азии по шахматам среди женщин участвовала два раза (1999—2003). В командном зачете завоевала золотую (2003) и серебряную (1999) медаль. В индивидуальном зачете завоевала бронзовую (2003) медаль[6];
- в командном чемпионате мира по шахматам участвовала в 2005 году;
- в женском командном чемпионате мира по шахматам участвовала в 2009 году;
- в шахматном турнире Азиатских игр участвовала в 2010 году и в командном зачете завоевала золотою медаль[7].